# Allan B. Polunsky Unit
L'Allan B. Polunsky Unit (« Unité Allan B. Polunsky ») est une prison américaine située West Livingston (EN), dans le Comté de Polk, Texas, à l'ouest de Livingston, géré par le Texas Department of Criminal Justice (EN). En 1993, le Polunsky Unit est ouvert.
Le couloir de la mort texan pour les hommes est situé dans Allan B. Polunsky Unit depuis 1999(avant il se trouvait à Ellis Unit, non loin de la ville de Huntsville). L'un des tueurs en série américains les plus prolifiques : Tommy Lynn Sells est resté dans le couloir de la mort au pénitencier Allan B. Polunsky Unit à Livingston au Texas jusqu'à son exécution le 3 avril 2014, par injection létale.[réf. nécessaire]. Le couloir de la mort pour les femmes est situé dans Mountain View Unit (EN) à Gatesville.
Huntsville Unit situé à Huntsville, à une cinquantaine de kilomètres à l'ouest, est la seule prison habilitée a appliquer la peine de mort au Texas, la chambre d'exécution s’y trouve,.